# Boladas
Boladas foi um programa de debate religioso que abordou temas como sexo, drogas, depressão, aborto,
No projeto Boladas, atração que a pastora Priscilla Mastrorosa, da Igreja Bola de Neve – que reúne vários famosos -, está produzindo para a TV, elas debatem assuntos cotidianos sob o ponto de vista bíblico. Como celebridades chamam a atenção em qualquer lugar, nos templos não é diferente e a presença delas é fundamental para o sucesso da ideia.
| “ | Fazer esse programa com mulheres cristãs comuns não teria o mesmo impacto. Percebi que, quando artistas se convertiam, todos tinham curiosidade para ver seus testemunhos. Então, resolvi juntá-las para que pudessem passar suas histórias e contar sobre suas transformações.[carece de fontes?] | ” |

No elenco estão Regininha Poltergeist e a policial Marinara Costa que trabalharam com Fausto Fawcett, Roberta Foster 'eva' do 'Zorra Total', Georgiana Guingle, filha do Playboy Jorginho Guingle, A Marinara Costa, Luciana Bessa, ex-'Malhação' e Giselle Policarpo, atriz da Record.
Atualmente, sob o comando da pastora Priscila Mastrorosa, o grupo planeja um programa no estilo 'Saia Justa', do GNT, para 'levar uma visão de Deus para assuntos polêmicos'. Nos três primeiros pilotos, os temas foram sexo, drogas e Haiti (ou 'onde está o Deus quando a terra treme?').
Elas pretendem veicular o produto na Rede Record, na Rede TV! ou na CNT, e buscam patrocínio.
Um dos principais preceitos da Igreja Bola de Neve, (que tem como lemas 'in God We Trust' e Ser cristão é muito louco), é o sexo só no casamento. Regra seguida por todas, 'se antes elas não esperavam nada, hoje elas ficam quietas na igreja', diz a pastora.
Em 2015 o programa teve sua estreia na Bola TV abordando temas como vaidade, aborto e música.